# J. Evan Bonifant
J. Evan Bonifant (également connu sous le nom de Evan Bonifant ou James Evan Bonifant) est un acteur américain né le 19 août 1985 à Virginia Beach, Virginie (États-Unis).

## Filmographie
- 1993 : Dottie Gets Spanked (TV) : Steven Gale
- 1994 : Les 3 ninjas contre-attaquent (3 Ninjas Kick Back) de Charles T. Kanganis : Michael 'Tum Tum' Douglas
- 1998 : Breakout (vidéo) : Joe Hadley
- 1998 : Blues Brothers 2000 de John Landis : Buster Blues
- 2015 sur le web pour ZFO : Andy the android dick de Cole Weiss : Andy The Android

## Récompenses et nominations

### Nominations
Il a été nommé aux Young Artist Award en 1995 pour le rôle de Tum Tum dans les 3 Ninjas contre attaquent(3 Ninjas Kick Back).

## Anecdotes
Il a suivi les "Cours Florent" pendant 2 ans (2005-2007) à Paris, France. Il a pu y apprendre de bonnes notions de français en travaillant des textes classiques et contemporains de théâtre et de cinéma.